# Кримський Андрій Іванович
Андрі́й Іва́нович Кри́мський (1905—1942) — український письменник.

## Життєпис
А. І. Кримський народився у 1905 році в селі Триліси Чигиринського повіту Київської губернії.
В 1931 році закінчив Черкаський педагогічний технікум, а у 1937 році — Одеський педагогічний інститут.
Від 1931 року працював у місті Чигирин — учителював, був завідувачем педагогічної частини зразкової школи, Завідувачем районного методичного кабінету.
В 1925 році дебютував як поет у черкаській газеті «Радянська думка».
12 вересня 1937 року був заарештований, 20 листопада того ж року за звинуваченням у контрреволюційній агітації засуджений до 10 років ув'язнення. Покарання відбував у Далекосхідних таборах, де й помер у 1942 році.
Посмертно реабілітований у 1963 році.

## Твори

###### Вірші
- «Колектив восени» (1926),
- «На відпочинку» (1927),
- «Осінні думи» (1928), «У степу» (1929) — в журналі «Нова громада».
- «Захід і схід» (1930, журнал «Червоні квіти»)

###### Оповідання
- «Дорога криниця» (журнал «Нова громада», 1928),
- «Зрада» (журнал «Всесвіт», 1929),
- «В дорозі» (колективний збірник «Літературна молодь», 1938),

###### Не опубліковані твори
- «Санта Лючія»,
- «Лариса», «Юні втікачі» (1939—1941) ,
- роман «Рекорд» (1931)